# Natacha (presque) hôtesse de l'air
Pour les articles homonymes, voir Natacha.
Pour plus de détails, voir Fiche technique et Distribution.
Natacha (presque) hôtesse de l'air est un film français réalisé par Noémie Saglio et sorti en 2025.

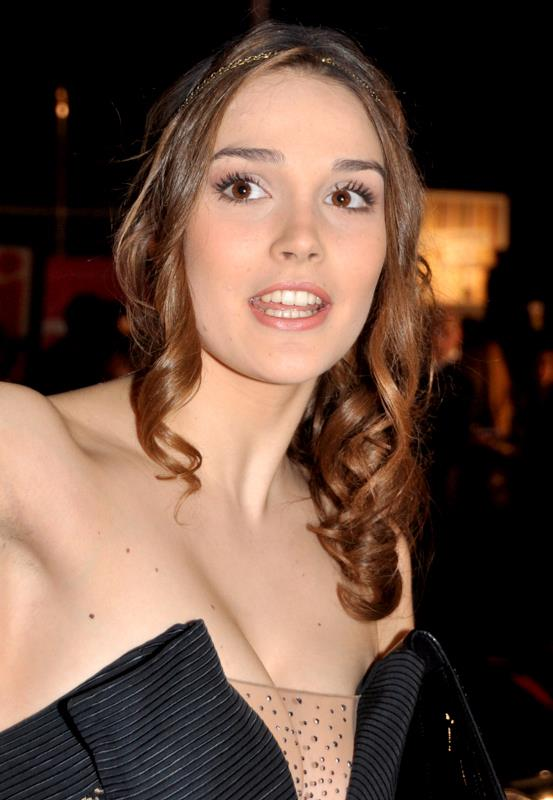
Camille Lou.

Il s'agit de l'adaptation de la bande dessinée Natacha créée par le dessinateur belge François Walthéry et le scénariste Gos, et publiée à partir de 1970 aux éditions Dupuis, une série qui comprend 23 albums et s'est vendue à plus de cinq millions d'exemplaires,,,.
Le film reçoit un accueil mitigé de la part de la critique . Avec à peine 100 000 entrées pour un budget de 16 millions d'euros, le film est un échec monumental en salles. 

## Synopsis
Natacha rêve depuis toute petite d'être hôtesse de l'air. Alors qu'elle s'apprête à y parvenir, elle se retrouve impliquée malgré elle dans une aventure inattendue, à la poursuite des voleurs de La Joconde.

## Fiche technique
Sauf indication contraire, les informations mentionnées dans cette section peuvent être confirmées par les bases de données cinématographiques  présentes dans la section « Liens externes ».
- Titre original : Natacha (presque) hôtesse de l'air
- Réalisation : Noémie Saglio[1],[2],[3],[4],[8]
- Scénario : Noémie Saglio et Laurent Turner, d'après Natacha de François Walthéry et Gos[1],[2],[3],[4]
- Musique : Erwann Chandon
- Décors : Gladys Garot et Stanislas Reydellet
- Costumes : Isabelle Mathieu
- Photographie : Nicolas Massart
- Son : Hélène Lelardoux, Serge Rouquairol et David Rit
- Montage : Thibaut Damade
- Production : Vanessa Djian[1],[4], Émilie Pégurier et Nathalie Toulza-Madar
  - Coproduction : Ardavan Safaee
  - Production exécutive : Éric Jollant
- Sociétés de production : Daï Daï Films[1],[4] et TF1 Studio, en coproduction avec Logical Content Ventures, Pathé Films, Petite Panthère Productions, TF1 Films Production et Scope Pictures
- Société de distribution : Pathé Films (France, Suisse) ; Case Départ Distribution (Belgique)
- Budget : 16 millions d'euros
- Pays de production :  France
- Langue originale : français
- Format : couleur
- Genre : aventure, comédie
- Durée : 90 minutes
- Date de sortie :
  - Belgique, France[9], Suisse romande[10] : 2 avril 2025

## Distribution
- Camille Lou : Natacha
- Vincent Dedienne : Walter
- Didier Bourdon : André Molrat
- Elsa Zylberstein : Colette
- Antoine Gouy : Jacques
- Isabelle Adjani : Mona Gherardini
- Fabrice Luchini : le narrateur
- Baptiste Lecaplain : Bernard Fouard-Michel, dit BFM
- Anne Charrier : Madeleine Malo, la mère de Natacha
- Philippe Vieux : Roger Malo, le père de Natacha
- Daphné Richard : Natacha, enfant
- Barbara Bolotner : Lisa
- Virgile Bramly : Capitaine Turbo
- Charles Gabriel : Claude

## Production

### Genèse et développement
Le projet est annoncé dès 2021 par le quotidien Le Parisien en ces termes : « Des cheveux blond platine, des yeux en amandes, des jambes à damner un saint et un très moulant costume d'hôtesse de l'air : c'est une bombe sexy qui va débouler prochainement sur les écrans. ».
Le scénario est de la main de Noémie Saglio et Laurent Turner, la réalisation est confiée à Noémie Saglio,,,, et la production est menée par Vanessa Djian pour Daï Daï Films,.
Vanessa Djian, productrice de Daï Daï Films, et Nathalie Toulza Madar, directrice générale adjointe de studio TF1, déclarent : « Nous sommes ravies de l'ampleur de l'ambition qu'offre Natacha (presque) hôtesse de l'air. Avec la talentueuse Noémie Saglio, nous avons voulu créer un film drôle et moderne, qui s'adresse autant aux femmes qu'aux hommes. Dans cette ère post #MeToo, nous pensons que le public aura un énorme appétit pour un rôle principal féminin comique. »,.
Selon Le Parisien, l'histoire se déroulera dans les années 1970 et ne sera pas l'adaptation d'un album mais un scénario inédit, « avec des sujets et des préoccupations de notre époque » d'après Vanessa Djian, productrice de Daï Daï Films. Elle précise : « Pour moi, Natacha, c'est La Revanche d'une blonde. Elle montre qu'on peut être sexy et féministe, porter des talons hauts et être plus maline, plus forte que les hommes. Il y a peu de grandes figures comme cela au cinéma. Ça fait des années que je rêve de pouvoir l'adapter. Et Noémie Saglio adore aussi le personnage. ».
De son côté, Dupuis confirme avoir eu beaucoup de propositions pour l'adaptation de Natacha au cinéma. Laurent Duvault, son directeur du développement audiovisuel, explique : « Il y a eu souvent des options de posées mais elles avaient toutes échoué, pour des problèmes de budget ou de disponibilités… C'est un très beau personnage qui n'a rien d'une potiche. Pour moi, c'est la première femme libérée. Elle tire au pistolet, se retrouve perdue dans la jungle ou prisonnière d'un maharaja, sans rien perdre de sa féminité. ».

### Attribution des rôles
Le 14 mai 2024, Variety annonce que la distribution comprend Camille Lou, Vincent Dedienne, Fabrice Luchini, Didier Bourdon, Elsa Zylberstein, Isabelle Adjani et Baptiste Lecaplain.

### Tournage
Le tournage débute le 27 mai 2024 en région parisienne, dans le nord de la France, sur la Côte d'Azur et en Italie,,,,.

## Accueil et sortie
La bande-annonce est révélée, le 5 mars 2025.

### Box-office
| Pays ou région | Box-office      | Date d'arrêt du box-office | Nombre de semaines |
| -------------- | --------------- | -------------------------- | ------------------ |
| France         | 101 635 entrées | 7 mai 2025                 | 5                  |
| Total mondial  |                 | -                          | -                  |